# Джим Уелс
Окръг Джим Уелс (на английски: Jim Wells County) е окръг в щата Тексас, Съединени американски щати. Площта му е 2248 km², а населението – 41 119 души. Административен център е град Алис.